# 約帕 (阿拉巴馬州)
約帕（英語：Joppa）是一個位於美國阿拉巴馬州卡爾曼縣和馬歇爾縣的非建制地區和人口普查指定地區。根據2010年美國人口普查，該地人口為501人。

## 地理
約帕的座標為34°17′52″N 86°33′25″W / 34.29777°N 86.55694°W，而該地最高點為海拔高度309米（即1014英尺）。